# Port lotniczy Kolonia/Bonn
Port lotniczy Kolonia/Bonn (niem.: Flughafen Köln/Bonn lub Konrad-Adenauer-Flughafen lub Flughafen Köln-Wahn) – międzynarodowy port lotniczy położony w odległości 15 km na południowy wschód od Kolonii i 15 km na północny wschód od Bonn. Jest szóstym pod względem wielkości portem lotniczym Niemiec. W 2008 obsłużył około 10,5 mln pasażerów.

## Linie lotnicze i połączenia
| Linia lotnicza       | Kierunek |
| -------------------- | --- |
| Aegean Airlines      | 1. Ateny Sezonowo: 1. Saloniki |
| Air Arabia Maroc     | 1. Nador 2. Tanger |
| Air Cairo            | 1. Hurghada 2. Marsa Alam |
| Air Serbia           | 1. Nisz |
| AnadoluJet           | 1. Antalya 2. Stambuł-Sabiha Gökçen Sezonowo: 1. Ankara |
| Austrian Airlines    | 1. Wiedeń |
| British Airways      | 1. Londyn-Heathrow |
| Corendon Airlines    | 1. Antalya 2. Gran Canaria 3. Hurghada 4. Lanzarote 5. Teneryfa-Południe 6. Zonguldak Sezonowo: 1. Adana 2. Alanya 3. Ankara 4. Bodrum 5. Dalaman 6. Edremit 7. Fuerteventura 8. Gazipaşa 9. Heraklion 10. Izmir 11. Kayseri 12. Marsa Alam 13. Nador 14. Prisztina 15. Tanger |
| European Air Charter | Sezonowe czartery: 1. Burgas 2. Warna |
| Eurowings            | 1. Ateny 2. Barcelona 3. Berlin 4. Budapeszt 5. Dubaj (od 28 października 2024) 6. Katania 7. Gran Canaria 8. Hamburg 9. Lanzarote 10. Larnaka 11. Lizbona 12. Londyn-Heathrow 13. Mediolan-Malpensa 14. Monachium 15. Nador 16. Palma de Mallorca 17. Rzym-Fiumicino 18. Sarajewo 19. Split 20. Saloniki 21. Tirana 22. Tunis 23. Wiedeń 24. Zagrzeb 25. Zurych Sezonowo: 1. Alicante 2. Antalya 3. Bari 4. Brindisi 5. Burgas 6. Calvi 7. Kiszyniów (od 1 maja 2024) 8. Korfu 9. Dubrownik 10. Edynburg 11. Faro 12. Fez 13. Madera 14. Fuerteventura 15. Heraklion 16. Hurghada 17. Ibiza 18. Izmir 19. Jerez 20. Kawala 21. Kayseri (od 12 czerwca 2024) 22. Kos 23. Lamezia Terme 24. Malaga 25. Menorka 26. Monastyr 27. Neapol 28. Nicea 29. Olbia 30. Palermo 31. Piza 32. Praga 33. Pula 34. Rodos 35. Rijeka 36. Samsun 37. Santorini 38. Sztokholm-Arlanda 39. Tanger 40. Teneryfa-Południe 41. Walencja 42. Warna 43. Wenecja 44. Werona 45. Erywań 46. Zadar Sezonowe czartery: 1. Arvidsjaur |
| FlyErbil             | 1. Irbil |
| Freebird Airlines    | 1. Antalya 2. Bodrum |
| Iran Air             | 1. Teheran-Imam Khomeini |
| Jet2.com             | Sezonowo: 1. Birmingham (od 6 grudnia 2023) 2. Manchester 3. Newcastle |
| Leav Aviation        | Sezonowo: 1. Korfu 2. Heraklion 3. Kos 4. Palma de Mallorca 5. Prisztina 6. Rodos |
| Lufthansa            | 1. Monachium |
| Nouvelair            | Sezonowo: 1. Dżerba 2. Monastyr |
| Pegasus Airlines     | 1. Ankara 2. Stambuł-Sabiha Gökçen Sezonowo: 1. Adana 2. Antalya 3. Bodrum 4. Elazığ 5. Izmir 6. Kütahya |
| Ryanair              | 1. Agadir 2. Alicante 3. Ateny 4. Barcelona 5. Mediolan-Bergamo 6. Bolonia 7. Bristol 8. Kopenhaga 9. Dublin 10. Gran Canaria 11. Kowno 12. Lanzarote 13. Lizbona 14. Londyn-Stansted 15. Malaga 16. Malta 17. Manchester 18. Marrakesz 19. Palermo 20. Palma de Mallorca 21. Pafos 22. Porto 23. Ryga 24. Rzym-Fiumicino 25. Sewilla 26. Sofia 27. Sztokholm-Arlanda 28. Teneryfa-Południe 29. Walencja 30. Wiedeń Sezonowo: 1. Akaba 2. Biarritz 3. Korfu 4. Faro 5. Fuerteventura 6. Knock 7. Vitoria 8. Warszawa-Modlin 9. Zadar |
| Smartwings           | Sezonowe czartery: 1. Abu Zabi |
| SunExpress           | 1. Antalya 2. Izmir Sezonowo: 1. Adana 2. Ankara 3. Bodrum 4. Dalaman 5. Kayseri 6. Samsun (od 26 czerwca 2024) |
| Turkish Airlines     | 1. Stambuł Sezonowo: 1. Adana |
| Wizz Air             | 1. Belgrad 2. Kutaisi 3. Skopje 4. Suczawa 5. Tirana 1 6. Warna |

## Inne
Na terenie portu znajduje się stacja kolejowa Flughafen Köln/Bonn.